# Mihai Roman
 (août 2025).
Mihai Roman, né le 16 novembre 1984 à Suceava, est un footballeur international roumain qui joue au poste de milieu de terrain au Steaua Bucarest.

## Carrière
Mihai Roman commence sa carrière de footballeur à l'âge de 17 ans. Formé au Cetatea Suceava, le club de sa ville natale, il se fait connaître au FC Braşov, sous la direction de l'entraîneur Răzvan Lucescu. 
Après deux saisons de qualité, il reçoit sa première convocation internationale en juin 2009. Un an plus tard, il rejoint le Rapid Bucarest avec son coéquipier Sabrin Sburlea.
Le 29 mai 2013, en fin de contrat, Roman signe au TFC pour trois saisons.
Après de très bonnes impressions lors des matchs amicaux, Mihai Roman subit à l'entrainement, le 1er août 2013, une rupture du tendon d'Achille. La rupture étant totale, il ne pourra rejouer avant février 2014 ni retrouver son niveau avant le mois de mars 2014.
Après sa longue blessure, il dispute son premier match en Ligue 1 avec Toulouse le 5 avril 2014 contre le LOSC, en rentrant en seconde période, il ne peut empêcher la défaite de son équipe ce soir malgré une prestation intéressante.
Début octobre 2014, il se blesse grièvement, sur une action anodine d'un match amical.

## Palmarès
- Finaliste de la Coupe de Roumanie en 2012 avec le Rapid Bucarest